# Луца (Брашов)
Луца (рум. Luța) насеље је у Румунији у округу Брашов у општини Бекљан. Oпштина се налази на надморској висини од 450 m.

## Становништво
Према подацима из 2002. године у насељу је живело 84 становника, од којих су сви румунске националности.